# بودو توملر
بودو توملر (آلمانی: Bodo Tümmler؛ زادهٔ ۸ دسامبر ۱۹۴۳) دونده اهل آلمان بود.
وی در مسابقات کشوری و بین‌المللی در مجموع برندهٔ ۱ مدال طلا، ۲ مدال برنز شده‌است.